# Rally de Australia de 2017
El Rally de Australia de 2017, oficialmente 26. Kennards Hire Rally Australia 2017 fue la 26.ª edición y la decimotercera y última ronda de la temporada 2017 del Campeonato Mundial de Rally. Se celebró del 17 al 19 de noviembre y contó con un itinerario de 21 tramos sobre tierra que sumaban un total de 318,16 km. También fue la decimotercera cita para los campeonatos WRC 2, WRC 3 y WRC Trophy. El ganador fue el belga Thierry Neuville que sumó su cuarta victoria de la temporada y la sexta en su carrera en el mundial. Segundo fue el estonio Ott Tänak y tercero Hayden Paddon.

## Resultados

### Itinerario
| Día   | Tramo | Nombre                        | Distancia | Ganador de la etapa          | Coche                                 | Tiempo    | Líder de la general |
| ----- | ----- | ----------------------------- | --------- | ---------------------------- | ------------------------------------- | --------- | ------------------- |
| Día 1 | SS1   | Pilbara 1                     | 9.71 km   | Andreas Mikkelsen            | Hyundai i20 Coupe WRC                 | 5:17.2    | Andreas Mikkelsen   |
| Día 1 | SS2   | Eastbank 1                    | 18.92 km  | Andreas Mikkelsen            | Hyundai i20 Coupe WRC                 | 9:56.3    | Andreas Mikkelsen   |
| Día 1 | SS3   | Sherwood 1                    | 26.59 km  | Andreas Mikkelsen            | Hyundai i20 Coupe WRC                 | 12:51.1   | Andreas Mikkelsen   |
| Día 1 | SS4   | Pilbara 2                     | 9.71 km   | Andreas Mikkelsen            | Hyundai i20 Coupe WRC                 | 5:14.0    | Andreas Mikkelsen   |
| Día 1 | SS5   | Eastbank 2                    | 18.92 km  | Thierry Neuville             | Hyundai i20 Coupe WRC                 | 9:48.8    | Andreas Mikkelsen   |
| Día 1 | SS6   | Sherwood 2                    | 26.59 km  | Andreas Mikkelsen            | Hyundai i20 Coupe WRC                 | 12:38.1   | Andreas Mikkelsen   |
| Día 1 | SS7   | SSS Destination NSW 1         | 1.27 km   | Ott Tänak Thierry Neuville   | Ford Fiesta WRC Hyundai i20 Coupe WRC | 1:02.4    | Andreas Mikkelsen   |
| Día 1 | SS8   | SSS Destination NSW 2         | 1.27 km   | Thierry Neuville             | Hyundai i20 Coupe WRC                 | 1:00.9    | Andreas Mikkelsen   |
| Día 2 | SS9   | Nambucca                      | 48.89 km  | Thierry Neuville             | Hyundai i20 Coupe WRC                 | 26:53.6   | Andreas Mikkelsen   |
| Día 2 | SS10  | Newry 1                       | 20.86 km  | Jari-Matti Latvala           | Toyota Yaris WRC                      | 12:10.7   | Thierry Neuville    |
| Día 2 | SS11  | SSS Raceway                   | 1.37 km   | Ott Tänak                    | Ford Fiesta WRC                       | 1:15.3    | Thierry Neuville    |
| Día 2 | SS12  | Welshs Creek                  | 33.49 km  | Thierry Neuville             | Hyundai i20 Coupe WRC                 | 17:44.8   | Thierry Neuville    |
| Día 2 | SS13  | Argents Hill                  | 12.33 km  | Thierry Neuville             | Hyundai i20 Coupe WRC                 | 6:42.4    | Thierry Neuville    |
| Día 2 | SS14  | Newry 2                       | 20.86 km  | Cancelado                    | Cancelado                             | Cancelado | Thierry Neuville    |
| Día 2 | SS15  | SSS Destination NSW 3         | 1.27 km   | Thierry Neuville Craig Breen | Hyundai i20 Coupe WRC Citroën C3 WRC  | 1:02.3    | Thierry Neuville    |
| Día 2 | SS16  | SSS Destination NSW 4         | 1.27 km   | Ott Tänak                    | Ford Fiesta WRC                       | 1:01.8    | Thierry Neuville    |
| Día 3 | SS17  | Pilbara Reverse 1             | 10.03 km  | Elfyn Evans                  | Ford Fiesta WRC                       | 5:23.1    | Thierry Neuville    |
| Día 3 | SS18  | Bucca                         | 31.90 km  | Hayden Paddon                | Hyundai i20 Coupe WRC                 | 16:57.4   | Thierry Neuville    |
| Día 3 | SS19  | Wedding Bells 1               | 6.44 km   | Thierry Neuville             | Hyundai i20 Coupe WRC                 | 3:55.5    | Thierry Neuville    |
| Día 3 | SS20  | Pilbara Reverse 2             | 10.03 km  | Cancelado                    | Cancelado                             | Cancelado | Thierry Neuville    |
| Día 3 | SS21  | Wedding Bells 2 (Power Stage) | 6.44 km   | Sébastien Ogier              | Ford Fiesta WRC                       | 3:32.6    | Thierry Neuville    |

## Clasificación final
| World Rally Championship   | World Rally Championship | World Rally Championship | World Rally Championship | World Rally Championship | World Rally Championship | World Rally Championship | World Rally Championship | World Rally Championship | World Rally Championship |
| Pos.                       | Piloto                   | Copiloto                 | Coche                    | Tiempo                   | Dif.                     | Puntos                   |                          |                          |                          |
| -------------------------- | ------------------------ | ------------------------ | ------------------------ | ------------------------ | ------------------------ | ------------------------ | ------------------------ | ------------------------ | ------------------------ |
| 1.                         | Thierry Neuville         | Nicolas Gilsoul          | Hyundai i20 Coupe WRC    | 2:35:44.8                | -                        | 25                       |                          |                          |                          |
| 2.                         | Ott Tänak                | Martin Järveoja          | Ford Fiesta WRC          | 2:36:07.3                | +22.5                    | 18 + 4                   |                          |                          |                          |
| 3.                         | Hayden Paddon            | Sebastian Marshall       | Hyundai i20 Coupe WRC    | 2:36:43.9                | +59.1                    | 15                       |                          |                          |                          |
| 4.                         | Sébastien Ogier          | Julien Ingrassia         | Ford Fiesta WRC          | 2:38:12.5                | +2:27.7                  | 12+ 5                    |                          |                          |                          |
| 5.                         | Elfyn Evans              | Daniel Barritt           | Ford Fiesta WRC          | 2:38:50.4                | +3:05.6                  | 10                       |                          |                          |                          |
| 6.                         | Esapekka Lappi           | Janne Ferm               | Toyota Yaris WRC         | 2:39:34.3                | +3:49.5                  | 8 + 3                    |                          |                          |                          |
| 7.                         | Kris Meeke               | Paul Nagle               | Citroën C3 WRC           | 2:58:43.2                | +22:58.4                 | 6 + 1                    |                          |                          |                          |
| 8.                         | Richie Dalton            | John Allen               | Škoda Fabia R5           | 3:00:24.4                | +24:39.6                 | 4                        |                          |                          |                          |
| 9.                         | Nathan Quinn             | Ben Searcy               | Mitsubishi Lancer Evo IX | 3:00:48.2                | +25:03.4                 | 2                        |                          |                          |                          |
| 10.                        | Dean Herridge            | Sam Hill                 | Subaru Impreza WRX STi   | 3:05:37.1                | +29:52.3                 | 1                        |                          |                          |                          |
| 13.                        | Andreas Mikkelsen        | Anders Jæger             | Hyundai i20 Coupe WRC    | 3:13:24.5                | +37:39.7                 | 0 + 2                    |                          |                          |                          |
| World Rally Championship 2 |                          |                          |                          |                          |                          |                          |                          |                          |                          |
| 1. (12.)                   | Kalle Rovanperä          | Jonne Halttunen          | Ford Fiesta R5           | 3:09:01.1                | -                        | 25                       |                          |                          |                          |
| WRC Trophy                 |                          |                          |                          |                          |                          |                          |                          |                          |                          |
| 1. (11.)                   | Jourdan Serderidis       | Frédéric Miclotte        | Citroën DS3 WRC          | 3:08:10.2                | -                        | 25                       |                          |                          |                          |